# 立仙順朗
立仙 順朗（りっせん じゅんろう、1940年（昭和15年）5月29日 - ）は、日本のフランス文学者、慶應義塾大学名誉教授。専攻は近代フランス文学。サルトル、ブランショの研究を経て、マラルメにおけるポエジーを研究。千葉県船橋市在住。

## 経歴
- 高知県香美郡夜須町出身。
- 1960年土佐高等学校卒。慶應義塾大学文学部入学。
- 1964年慶應義塾大学文学部仏文科卒（サルトルを研究。指導教官は白井浩司教授）。同級生に鷲見洋一がいた。
- 1964年慶應義塾大学文学研究科修士課程入学（ブランショを研究。指導教官は佐藤朔教授）。
- 1967年慶應義塾大学文学研究科博士課程入学（この頃よりマラルメを研究。指導教官は佐藤朔教授）。
- 1969年フランス政府給費留学生としてグルノーブル大学に留学（指導教官はLéon Cellier教授[3]）。長期休暇中は、生活費を賄うためにアルジェリアの日揮のプラントにおいて通訳の仕事にも従事。美幸夫人（土佐高等学校の同級生）も帯同。
- 1970年Léon Cellier教授の移籍に伴いパリ・ソルボンヌ大学に転校。美幸夫人と共にサン＝シュルピス教会付近に居住。
- 1973年フランスより帰国し、慶應義塾大学文学研究科博士課程に復学（指導教官は佐藤朔慶應義塾長）。
- 1974年慶應義塾大学文学研究科博士課程単位取得退学。
- 1975年慶應義塾大学文学部専任講師。
- 1977年慶應義塾大学文学部助教授。
- 1985年慶應義塾大学文学部教授。教え子に築山和也など。
- 1994年「マラルメの文学」により慶應義塾大学博士（文学）。
- 2006年定年退職し、慶應義塾大学名誉教授。

## 著書
- 『マラルメ:書物と山高帽』水声社，2005年

### 共著
- 『十九世紀のフランス文学Ⅱ』慶應義塾大学出版会，1998年
- 『人造人間は可能か？』（巽孝之，荻野アンナ編；立仙順朗ほか著）慶應義塾大学出版会，2006年

### 翻訳
- 『マラルメ詩集』（佐藤朔, 立仙順朗共訳）ほるぷ出版、1983年
- フランス世紀末文学叢書１３『詩華集』（井上輝夫, 小浜俊郎, 田中淳一, 立仙順朗訳）図書刊行会，1985年
- 『ジャン・コクトー全集』第６巻評論３（共訳）東京創元社，1985年
- 『マラルメ全集Ⅳ』『書簡Ⅰ』（共訳）筑摩書房，1991年
- アルベール・ティボーデ『マラルメ論』（田中淳一, 立仙順朗共訳）沖積舎，1991年
- 『マラルメ全集Ⅲ』『言語、書物、最新流行』（共訳）筑摩書房，1998年
- 『マラルメ全集Ⅴ』『書簡Ⅱ』（共訳）筑摩書房，2001年

### 主要著作等
- 「ブランショの批評に関するノート: 言語と体験」（「フランス語フランス文学研究」第11号，1967年）
- Les Noces d'Hérodiade de Mallarmé (Ⅰ) （「藝文研究」第33号，1974年）
- 「自己上演する劇」（「三田文学」1974年2月号）
- Les Noces d'Hérodiade de Mallarmé (Ⅱ) （「藝文研究」第34号，1975年）
- Naviguer, écrire: Salut de Mallarmé （「フランス語フランス文学研究」第25号，1975年）
- 「現代作家の内的距離 （「現代文学のフロンティア」を終えて）」（「三田文学」1975年7月号）
- 「マラルメ――死児アナトールのためのライム集」（「翻訳の世界」1978年6月号）
- 「ブランショによるマラルメ」（「現代詩手帖」1978年10月号）
- 「マラルメの『香具師の口上』（散文詩特集）」 （「現代詩手帖」1979年7月号）
- 「自分自身に変るがごとく――マラルメとヴァレリー（マラルメ<特集>）」（「ユリイカ」1979年11月号）
- 「晩年のマラルメを読むために――その美学と経済学をめぐって」（「藝文研究」第44号，白井浩司教授記念論文集，1982年）
- 「ヴァレリー晩年の恋――未刊詩集『コロニラ』について」（「文學界」1984年11月号）
- 「ジャン・ヴォワリエ夫人――ヴァレリーのエロス――汝ことごとく他のうちに宿りて…」（「ユリイカ」1985年10月号）
- 「パナマ事件とマラルメ銀行」（「ユリイカ」第18巻第10号マラルメ特集，1986年）
- 「マラルメと挨拶のレトリック」（「藝文研究」第59号，1991年）
- 「書物と山高帽」（「藝文研究」第63号，松原秀一教授退任記念論文集，1993年）
- 「挨拶のことば」（「藝文研究」第65号，檜谷昭彦 佐藤一郎 両教授退任記念論文集，1993年）
- 「マラルメの文学とは―作品の外なる作品」（「藝文研究」第67号，1995年）
- 「百年前のマラルメ」（「藝文研究」第77号，1999年）

### 翻訳
- モーリス・ブランショ「ランボーと最後の作品」（「無限」第26号，1969年）
- ル・クレジオ「ロートレアモン」（「現代詩手帖」1977年6月号）
- ジャン＝ピエール・リシャール「マラルメの光」（「エピステーメー」３・４月号，1977年）
- ジョルジュ・プーレ「私と私のあいだ」（「現代詩手帖」1979年9月号）
- アラン・ヴァルテール「オウギ」（「三田文学」1999年春季号）
- 原草稿からの初訳 コロニラ選（特集ポール・ヴァレリー）（田中淳一訳，立仙順朗訳，「三田文学」2010年夏季号）

### 書評
- 「丸岡明――影のドラマ」（「三田文学」1975年11月号）
- 「幻想の内と外――丸山健二<火山の歌>(新書解体)」（「文學界」1976年6月号）
- 「裏切りと愛情――大庭みな子『浦島草』」（「海」1977年7月号）
- 「幻想の構図――古井由吉『哀原』」（「海」1978年3月号）
- 「深刻で滑稽な生活風景――古井由吉「夜の香り」」（「海」1979年2月号）